# Абу Абдалла IV
Абу Абдалла IV Мухаммад ат-Табити, или Абу Абдалла IV (ум. 1505) ― двадцать второй правитель Тлемсена из династии Абдальвадидов (1470-1505).

## Биография
В 1470 году Абу Абдалла сверг своего старшего брата Абу Ташуфина III. Его правление было отмечено миром в государстве до самого его окончания. В 1492 году он принимал у себя бывшего эмира Гранады Боабдиля, который жил в городе до мая 1494 года.
С 1493 года пираты прибрежных городов алжирского побережья начали грабить христианские корабли, что породило тревогу в Кастилии и на территориях Арагонской короны. Рейды алжирских пиратов доходили до христианских побережий Средиземного моря, Прованса и Италии.
В 1501 году венецианцы создали альянс с португальцами, которые рассчитывали завоевать Мерс-эль-Кебир и Оран, но экспедиция не удалась. 23 октября 1505 года каталонско-испанский флот оккупировал Мерс-эль-Кебир. Защитники города были вынуждены уйти в Оран. Эмир Абу Абдалла послал войска для поддержки, но по прибытии в Мизергин они были разбиты христианским губернатором Мерс-эль-Кебира. Горожане начали роптать, обвиняя эмира в бездействии, и это ускорило заговор братьев эмира, направленный на его свержение. Репрессивная деятельность его сына, будущего Абу Абдаллы V, не помогла эмиру удержаться на троне. Традиционно считается, что он умер естественной смертью в декабре 1505 года, однако сохранился рассказ анонимного современного историка, в котором было упомянуто убийство Абу Абдаллы его братьями. Тем не менее, после его смерти на трон вступил его единственный к тому времени оставшийся в живых сын Абу Абдалла V (его брат Аль-Масуд умер годом ранее, а время смерти другого брата, Абу Зайеда Абд-ар-Рахмана, точно не установлено).